# Idicel-Pădure
Idicel-Pădure – wieś w Rumunii, w okręgu Marusza, w gminie Brâncovenești. W 2011 roku liczyła 508 mieszkańców.